# Эр (мыс)
Эр (англ. Point of Ayre) — самый северный мыс острова Мэн, располагающийся в северной части залива Рамси, в 10 километрах севернее города Рамси. К мысу можно добраться по шоссе A16 через округ Брайд.
Это самый близкий мыс острова Мэн к британскому материку, расположенный в 26 километрах от полуострова Бурроу-Хед в Шотландии.
Название Эр произошло от норвежского слова Eyrr, которое переводится как «галечная насыпь». Сильные водные потоки недалеко от берега вызывают неравномерное наращивание гальки, которая буквально меняет рельеф и форму берега. Такие изменения происходят с каждым приливом и отливом.
Значительное различие между высокой и низкой водой обеспечивает превосходный лов рыбы прямо с берега. Но большинство посетителей сюда привлекает ковёр утёсника европейского и вереска, окружающий маяк и постепенно сливающийся с песчаными дюнами, которые простираются на юго-запад и относятся к Национальному Заповеднику острова Мэн. Здесь растут различные виды редких растений и обитает множество птиц.